# 生物突擊隊 (電視劇)
《生物突擊隊》（英語：Creature Commandos）是一部2024年上映的美國電腦動畫超級英雄劇集，改編自DC漫畫旗下的《生物突擊隊》漫畫系列。該劇集由DC工作室製作，詹姆斯·岡恩編劇，法蘭克·葛里洛、瑪麗亞·巴卡洛娃、佐伊·趙、艾倫·圖克、大衛·哈伯、印第拉·巴瑪、西恩·昆恩和史提夫·阿吉主演，故事環繞一支由阿曼達·沃勒召集的怪物特遣隊。該劇集是DC宇宙重啟後的首部電視劇集，隸屬於「第一章：諸神與怪物」，在2024年於串流平台Max首播。

## 劇情背景
阿曼達·沃勒召集了一支由怪物組成的秘密軍事行動特遣隊。

## 演員
- 法蘭克·葛里洛 飾演 老瑞克·佛萊格（英语：Rick Flag Sr.）：生物突擊隊的領隊、自殺突擊隊領隊瑞克·佛萊格（英语：Rick Flag）的父親[1][2]。
- 瑪麗亞·巴卡洛娃 飾演 伊拉娜·羅斯托維奇公主（英語：Princess Ilana Rostovic）[1]
- 佐伊·趙（英语：Zoë Chao） 飾演 妮娜·馬佐斯基（英语：Nina Mazursky）：科學家，生物突擊隊的一員[1][3]。
- 艾倫·圖克 飾演 磷博士（英语：Doctor Phosphorus）：生物突擊隊的一員[1]。
- 大衛·哈伯 飾演 艾力克·弗蘭肯斯坦（英语：Frankenstein (DC Comics)）：弗蘭肯斯坦新娘的愛人，生物突擊隊的一員[1][3]。
- 印第拉·巴瑪 飾演 弗蘭肯斯坦新娘（英语：Bride of Frankenstein (comics)）：生物突擊隊的一員[1]。
- 西恩·昆恩 分飾
  - G.I.機械人（英语：G.I. Robot）：軍用機械人，生物突擊隊的一員[1][3]。
  - 黃鼠狼（英语：Weasel (DC Comics)）：生物突擊隊的一員，自殺突擊隊的前成員。該角色此前曾在《自殺突擊隊：集結》中登場[1][2]。
- 史提夫·阿吉（英语：Steve Agee） 飾演 約翰·伊克諾莫斯（英语：John Economos）：天眼局探員、沃勒的下屬。該角色此前曾在《自殺突擊隊：集結》和《和平使者》中登場[3]。

此外，薇拉·戴維絲回歸飾演阿曼達·沃勒，天眼局主管和生物突擊隊的召集人，此前曾在《自殺突擊隊：集結》和《和平使者》中登場。安雅·夏隆查飾演反派角色女巫瑟西。

## 集數
| 集數 | 標題       | 導演            | 編劇        | 上線日期       |
| ---- | ---------- | --------------- | ----------- | -------------- |
| 1    | 肚子痛     | 麥特·彼特斯（Matt Peters） | 詹姆斯·岡恩 | 2024年12月5日  |
| 2    | 碧璽       | 劉山姆          | 詹姆斯·岡恩 | 2024年12月5日  |
| 3    | 敬錫人     | 麥特·彼特斯     | 詹姆斯·岡恩 | 2024年12月12日 |
| 4    | 追松鼠     | 劉山姆          | 詹姆斯·岡恩 | 2024年12月19日 |
| 5    | 鐵鍋       | 麥特·彼特斯     | 詹姆斯·岡恩 | 2024年12月26日 |
| 6    | 骷髏老兄   | 劉山姆          | 詹姆斯·岡恩 | 2025年1月2日   |
| 7    | 搞笑的怪物 | 麥特·彼特斯     | 詹姆斯·岡恩 | 2025年1月9日   |

## 製作

### 背景

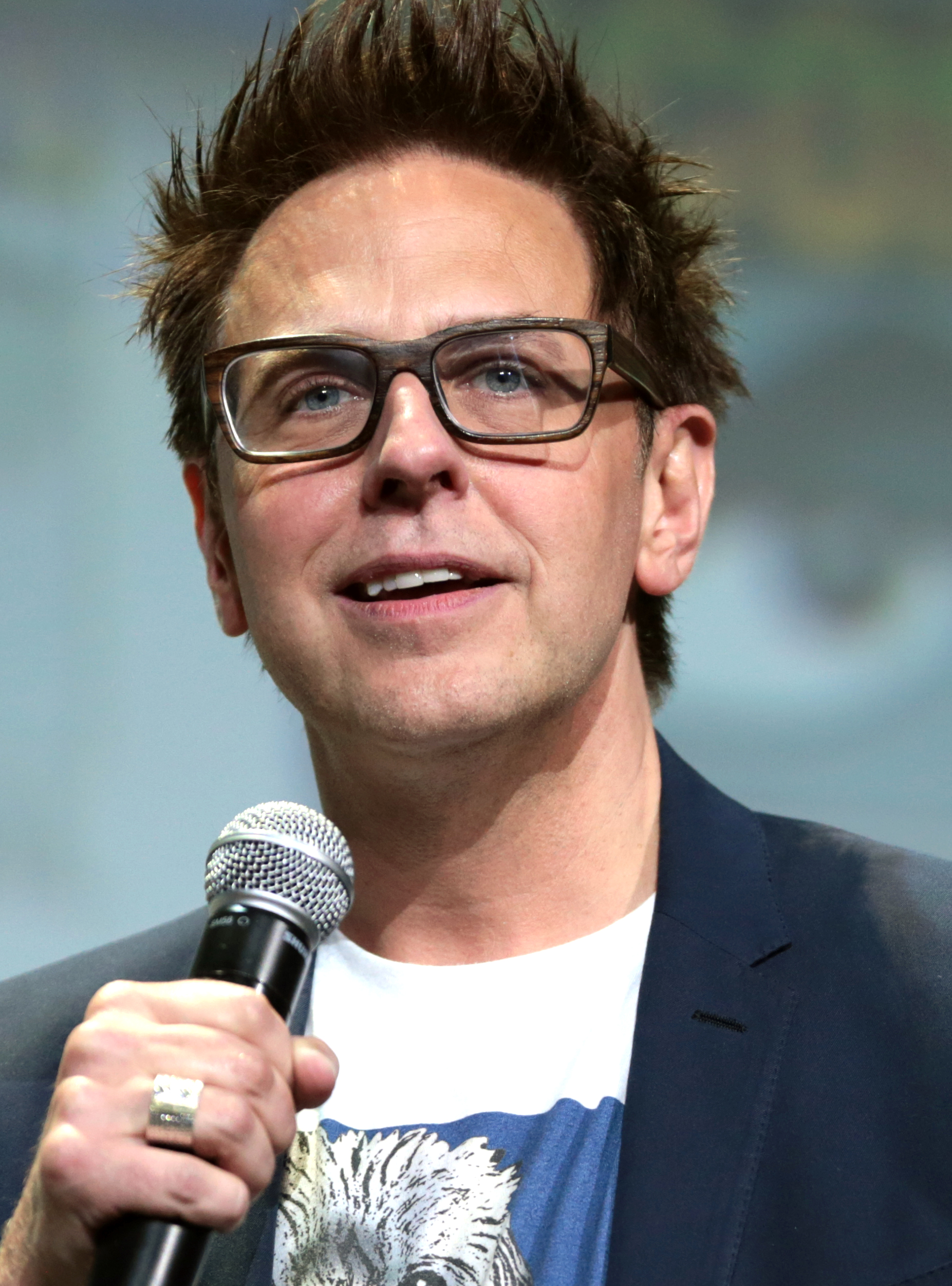
《生物突擊隊》的編劇和製作人詹姆斯·岡恩

詹姆斯·岡恩於2018年獲華納兄弟邀請執導和創作《自殺突擊隊：集結》，該作是《自殺突擊隊》的軟重啟續集。部份於前作登場的演員回歸出演，而曾為《水行俠》和《沙贊！》擔任執行製作人的彼得·沙佛朗亦有參與製作。岡恩和沙佛朗隨後製作了一部HBO Max衍生劇集《和平使者》。2022年4月，探索公司和華納媒體合併成華納兄弟探索，並由大衛·扎斯拉夫擔任主席和行政總裁。華納兄弟探索遂計劃對DC娛樂進行改革，而扎斯拉夫開始物色如同漫威影業行政總裁凱文·費吉的領軍人物。同年十月底，岡恩和沙佛朗獲委任為新成立的DC工作室聯合主席及聯合行政總裁。二人在一星期後宣佈將DC擴展宇宙軟重啟，並規劃了長達八至十年的DC宇宙藍圖。岡恩和沙佛朗指部份在《自殺突擊隊：集結》和《和平使者》的演員會繼續出演，亦會保留兩部作品的大概脈絡。

### 開發
岡恩在2023年1月透露他在創作一部原創電視劇集，並在同月31日與沙佛朗一同公佈DC宇宙「第一章：諸神與怪物」的詳情，其中《生物突擊隊》將會是該部份的首部作品，並將會在HBO Max上首播。岡恩將會撰寫其中七集的劇本。岡恩亦將該劇集形容為2025年電影《超人：傳承》的「開胃酒」。華納兄弟動畫公司將會共同製作該劇集。

### 劇本
《生物突擊隊》的創作原型是DC漫畫的同名組織生物突擊隊，該組織於《戰爭怪談》第93期（1980）首度登場，由J·M·德馬提斯和帕特·布羅德里克創作，原為於第一次世界大戰中對抗納粹德軍的怪物小隊。劇集中的生物突擊隊則被設定為阿曼達·沃勒召集的秘密軍事行動特遣隊，成員包括老瑞克·佛萊格、伊拉娜·羅斯托維奇公主、妮娜·馬佐斯基、磷博士、艾力克·弗蘭肯斯坦、弗蘭肯斯坦新娘、G.I.機械人和黃鼠狼，其中沃勒、黃鼠狼和老瑞克·佛萊格的兒子小瑞克·佛萊格曾在《自殺突擊隊：集結》登場。飾演黃鼠狼的演員西恩·昆恩亦提到該劇集將會展示黃鼠狼的起源故事。

### 選角與配音
2023年1月，岡恩和沙佛朗指薇拉·戴維絲將會回歸出演阿曼達·沃勒，該角色此前曾在《自殺突擊隊：集結》和《和平使者》中登場，並在《生物突擊隊》宣佈製作時確認參演。岡恩和沙佛朗隨後開始進行試鏡，二人指他們會優先選擇能同時在未來的真人影視項目回歸出演角色的演員來參演此劇，因此演員在試鏡時要同時面對鏡頭演戲，有別於一般的配音試鏡遴選。試鏡於同年2月底完結。同年4月，岡恩公佈主演陣容，包括由法蘭克·葛里洛飾演老瑞克·佛萊格、瑪麗亞·巴卡洛娃飾演伊拉娜·羅斯托維奇公主、佐伊·趙飾演妮娜·馬佐斯基、艾倫·圖克飾演磷博士、大衛·哈伯飾演艾力克·弗蘭肯斯坦、印第拉·巴瑪飾演弗蘭肯斯坦新娘、西恩·昆恩同時分飾G.I.機械人和黃鼠狼，以及史提夫·阿吉回歸出演約翰·伊克諾莫斯，其中岡恩指哈伯是他心目中飾演弗蘭肯斯坦的首要人選，而葛里洛將會在日後的DC宇宙真人作品中回歸。該劇於2023年5月開始主體配音，並在同年8月殺青。2023年11月，安雅·夏隆查宣佈參演。

### 動畫製作
2023年1月，《生物突擊隊》開始前期製作。岡恩指他希望該作能「講述一些宏大的故事，但同時不會花太多金錢製作，例如五千萬一集之類」。

## 發行
《生物突擊隊》將會在2024年於串流平台Max首播，隸屬於DC宇宙「第一章：諸神與怪物」。

## 外部連結
- 互联网电影数据库（IMDb）上《生物突擊隊》的资料（英文）